# Eudox de Cízic
|  | No s'ha de confondre amb Eudox (poeta còmic), Eudox de Cnidos, o Eudox de Rodes. |

Eudox de Cízic (grec antic: Εὔδοξος, llatí: Eudoxus) fou un geògraf grec que va anar de Cízic a Egipte i Ptolemeu VIII Evergetes II Fiscó, que va regnar diverses vegades entre el 170 aC i el 116 aC, li va demanar que cerqués una bona ruta per anar a l'Índia.
Després Ptolemeu IX Làtir (o Soter II, 116 aC-110 aC) li va confiscar totes les seves propietats, i va marxar per la mar Roja cap al sud, fins que va arribar a Gades. Per tant, hauria fet la volta a Àfrica. Més tard va provar de circumnavegar el continent africà al revés, des de Gades a Egipte, però no ho va aconseguir, segons diuen Estrabó i Plini el Vell. Hauria viscut fins cap a l'any 100 aC.